# Loopline Bridge
Die Loopline Bridge, irisch Droichead na Lúblíne, auch Liffey Viaduct oder The City of Dublin Junction Railway Bridge, ist eine zweigleisige Eisenbahnbrücke, die in Dublin über den Fluss Liffey führt und die Eisenbahnstrecken des südlichen Stadtteils mit denen im Norden der Stadt verbindet.

## Geschichte
Die Loopline Bridge war wichtig für das viktorianische Irland, denn sie war Teil der von der Post genutzten Verbindung von London nach Belfast. Die Post erreichte per Dampfschiff Kingstown (heute Dun Laoghaire) oder Queenstown (heute Cobh) und sollte mit einer durchgehenden Bahnverbindung Belfast erreichen, das damals die zweitgrößte Stadt Irlands war.
Der Bau der Brücke durch die Dublin, Wicklow and Wexford Railway war von Beginn an kontrovers, weil sie einerseits wegen der beschränkten lichten Höhe die Schifffahrt flussaufwärts in die Innenstadt beschränkt und anderseits die Sicht von der O’Connell Bridge auf das Custom House versperrt.
Die Brücke wurde 1891 dem Verkehr übergeben. Während der Niederschlagung des Osteraufstandes durch britische Truppen im Jahre 1916 beschädigte das Kriegsschiff Helga die Brücke als es die Liberty Hall in Schutt und Asche legte. Die Brücke wurde danach wieder repariert.
Im November 2004 wurde beschlossen, die jahrelang an den Seiten der Brücke angebrachten Werbetafeln zu entfernen.

## Bauwerk
Der U-förmige schmiedeeiserne Gitterträger ruht auf zylindrischen Gusseisenpfeilern, die im Flussbett stehen. Der Pfeiler am Nordufer ist mit Granit verkleidet, um sein Erscheinungsbild dem danebenstehenden Custom House anzugleichen. Die Brücke überquert die Uferstraße auf einer Höhe von sechs Meter und besteht aus drei geraden Brückenfeldern mit den Längen 38, 40 und 39 Meter.